# Mistrzostwa Świata U-19 w Rugby Union Mężczyzn 1971
Mistrzostwa Świata U-19 w Rugby Union Mężczyzn 1971 – trzecie mistrzostwa świata U-19 w rugby union mężczyzn zorganizowane przez FIRA, które odbyły się w Casablance w dniach od 6 do 11 kwietnia 1971 roku.

## Klasyfikacja końcowa
| Miejsce | Reprezentacja  |
| ------- | -------------- |
| 1       | Francja U-19   |
| 2       | Włochy U-19    |
| 3       | Rumunia U-19   |
| 4       | Hiszpania U-19 |
| 5       | Maroko U-19    |
| 6       | RFN U-19       |